# Plaça de Francesc Macià
La plaça de Francesc Macià es troba a la confluència de l'Avinguda Diagonal, el carrer del Comte d'Urgell, i les avingudes de Josep Tarradellas i Pau Casals de Barcelona. La part central, que no és accessible, conté un petit estany amb la forma de Menorca, illa on nasqué el seu creador, Nicolau Maria Rubió i Tudurí. També hi ha una escultura femenina anomenada Joventut, dissenyada per Josep Manuel Benedicto el 1953.

## Història

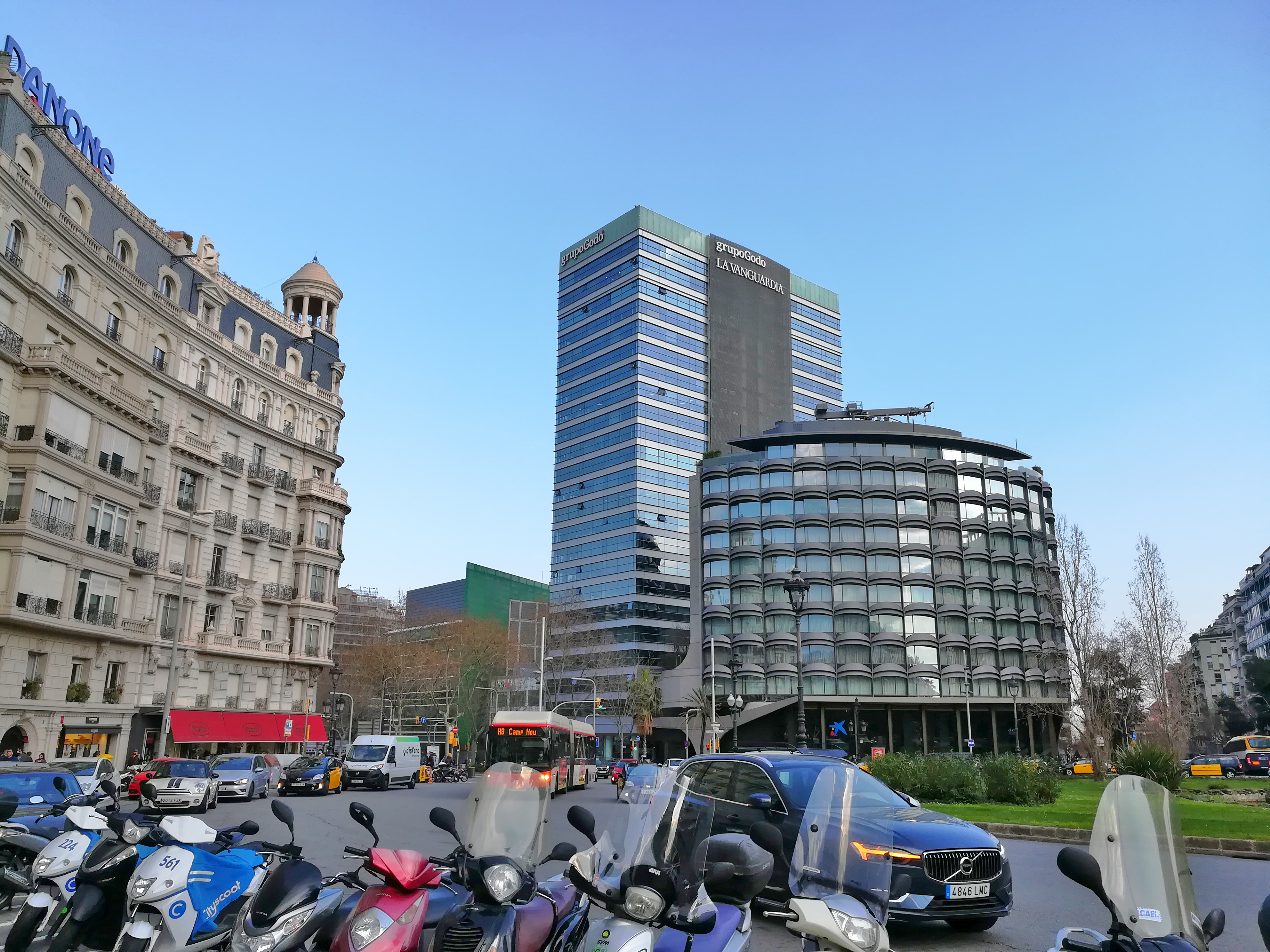
D'esquerra a dreta: Edifici Ferrer i Cajigal, Torre Godó i Edifici Winterthur

La plaça fou dissenyada per l'arquitecte menorquí Nicolau Maria Rubió i Tudurí a principis de la dècada del 1930 sota el Proyecto de Urbanización de la Avenida de Alfonso XIII, entre la calle Urgel, desde el Palacio Real hasta el límite del término municipal. Al llarg del temps, la plaça ha estat rebatejada diverses vegades fins a arribar al nom oficial i actual que es manté des del 20 de desembre del 1979, en honor de l'expresident de la Generalitat de Catalunya, Francesc Macià i Llussà.
El 1932, se li posà el nom per primera vegada d'Alcalá Zamora, en honor de l'expresident de la Segona República Espanyola. Quatre anys més tard, el 1936, es rebatejà com a Germans Badia, per recordar Josep i Miquel Badia, assassinats per la FAI el 28 d'abril del mateix any. El 1939 canvià el nom per Calvo Sotelo, polític espanyol, fundador de la coalició monàrquica Bloque Nacional i assassinat a Madrid l'any 1936.